# 기능 지석묘군
기능 지석묘군은 전라남도 나주시 운곡동에 있는 고인돌이다. 2006년 12월 30일 나주시의 향토문화유산 제10호로 지정되었다.